# Режанско съкровище
Режанското съкровище е находка от антични златни и сребърни монети, открита през 1961 година в землището на село Режанци, Граово.
Съкровището е съдържало около 6000 златни и сребърни монети с общо тегло над 82 килограма, сечени по време на античните македонски царе Филип ІІ (359 — 336 г. пр. Хр.), Александър ІІІ (336 — 323 г. пр. Хр.) и пеонските владетели Ликей (359/358 — 340 г. пр. Хр.) и Патрай (335 — 315 г. пр. Хр.). След откриването му през есента на 1961 година е разделено на много части, дялове от него са изнесени зад граница, други — претопени. Части от находката от Режанци днес се съхраняват в Регионалния исторически музей в Перник , Националния исторически музей, Националния археологически институт с музей при БАН, музеите във Враца и Кюстендил.
През февруари 2010 година притежаваната от Пернишкия музей част от съкровището, съдържаща 350 сребърни и златни монети, е предоставена на Националния исторически музей в София, за срок от три години.
- Златни статери от времето на Филип ІІ и Александър ІІІ Велики
- Сребърни тетрадрахми на Филип ІІ
- Сребърни тетрадрахми на Патрай
- Сребърни тетрадрахми на Ликей